# Большой Менгер
Большо́й Менге́р (тат. Олы Мәңгәр) — село в Атнинском районе Республики Татарстан. Входит в Большеменгерское сельское поселение.

## География
Расположено на реке Семит, в 8 км к востоку от села Большая Атня.

## История
Село было основано в период Казанского ханства. В XVIII — первой половине XIX века жители относились к сословию государственных крестьян. Основные занятия жителей в этот период — земледелие и скотоводство, были распространены пчеловодство, шерстобитный, кузнечный и плотничный промыслы. В 1795 году в селе была построена первая мечеть, в 1805 и в 1862 годах были возведены ещё 2 мечети.
В «Списке населенных мест по сведениям 1859 года», изданном в 1866 году, населённый пункт упомянут как казённая деревня Большие Менгеры 2-го стана Казанского уезда Казанской губернии. Располагалась при безымянном ручье, на большом торговом тракте из Казани в Уржум, в 58 верстах от губернского города Казани и в 22 верстах от становой квартиры в заштатном городе Арске. В деревне в 205 дворах жили 1729 человек (924 мужчины и 805 женщин). Были 2 мечети.
В том же «Списке населенных мест по сведениям 1859 года», отдельно упомянуты казённые починки Шигалеевский и Большой Менгер, к началу XX века ставшие частью Больших Менгер. В починках в 37 дворах жили 290 человек (136 мужчин и 154 женщины). Была мечеть.
По сведениям 1863 года, в селе действовали 3 татарских училища (мектеба); по сведениям 1895 года — медресе. В начале XX века в селе действовали 3 мечети, 2 мектеба, 7 постоялых дворов, 2 ветряные и 3 водяные мельницы, 3 кузницы, 4 мелочные лавки, проводился базар по вторникам. В этот период земельный надел сельской общины составлял 3298,7 десятин.
До 1920 года село было волостным центром Больше-Атнинской волости Казанского уезда Казанской губернии. С 1920 года входило в Арский кантон Татарской АССР. С 10 августа 1930 года в составе Тукаевского, с 25 марта 1938 года — Атнинского, с 12 октября 1959 года — Тукаевского района. С 1 февраля 1963 года находилось в составе Арского района, с 25 октября 1990 года вновь в составе Атнинского района.
В 1931 году в селе был организован колхоз, с 1997 года ООО «Менгер».

## Население
| 1859 | 1897 | 1908 | 1920 | 1926 | 1938 | 1949 | 1958 | 1970 | 1989 | 2002 | 2010 | 2015 |
| ---- | ---- | ---- | ---- | ---- | ---- | ---- | ---- | ---- | ---- | ---- | ---- | ---- |
| 1729 | 1893 | 1832 | 1387 | 1398 | 1277 | 1011 | 940  | 952  | 655  | 699  | 680  | 681  |

Национальный состав села — татары.

## Экономика
С 2003 года село в составе сельскохозяйственного производственного кооператива «Менгер». Жители работают в сельскохозяйственном производственном кооперативе «Менгер», занимаются полеводством, растениеводством, мясо-молочным скотоводством.

## Инфраструктура
Средняя школа (с 1926 г. как школа крестьянской молодёжи), дом культуры, фельдшерско-акушерский пункт, детский сад.

## Религия
Мечеть (с 1995 г.).

## Достопримечательности
В селе располагается дом Валиуллы Бакирова — памятник татарской архитектуры. Построен в 1838 году в стиле ампир и представляет собой двухэтажное деревянное здание с мезонином.

## Известные люди
- С. С. Загирова (1918—2018) — закройщица обуви, Герой Социалистического Труда
- И. Г. Гайнутдинов (1908—1977) — архитектор, общественный деятель, заслуженный деятель искусств ТАССР, Башкирской АССР и Северо-Осетинской АССР